# Ca n'Ebanista
Ca n'Ebanista és una obra de Sant Feliu de Codines (Vallès Oriental) inclosa a l'Inventari del Patrimoni Arquitectònic de Catalunya.

## Descripció
Casa amb paret mitgera. Amb façana a la plaça de la Sagrera i al carrer de la Sagrera. La coberta és a dues vessants. La façana és de pedra i està recoberta per un arrebossat de guix. Consta de planta baixa, pis i golfes. El portal d'entrada està fet amb maons d'obra ceràmica i és d'arc de mig punt adovellat. Sobre la porta hi ha una finestra quadrada de pedra.

## Història
Fins fa pocs anys a planta baixa de la casa hi havia una ebenisteria, motiu pel qual se la coneix com a Can Ebenista. Actualment hi viu la vídua de l'ebenista. La casa està en males condicions.